# 秦滅魏之戰
秦國先後滅韓、趙和重創燕國以後，地處中原的魏國孤立無助。秦王政20年（前225年），秦國將領王賁60萬大軍出關中，攻佔了楚國北部的十幾座城，保障了攻魏秦軍側翼安全後，旋即回軍北上突襲並圍困住魏都大梁（今河南開封市西北）。大梁居於睢水、潁水、鴻溝的交匯之地，護城河十分遼闊，五座城門皆備吊橋，地形易守難攻。魏軍依托大梁的城防工事死守，秦軍強攻毫無奏效，王賁引黃河、鴻溝（汴渠）水灌入城內。3個月後，大梁城被水浸壞，城牆崩塌，居民死亡數十萬人，魏王假投降，魏國滅亡、魏王被處決。秦在魏國地區設碭郡，又建置泗水郡。
《史記·魏世家》記載，信陵君向魏安釐王上書中預言：「夫韩亡之后，兵出之日，非魏无攻已。秦固有怀、茅、邢丘，城垝津以临河内，河内共、汲。必危；有郑地，得垣雍，决荧泽水灌大梁，大梁必亡。」果然應驗。